# Частка (математика)
Частка — результат операції ділення.

## Приклади
У виразі
{\displaystyle \ 21:7=3}
- число 7 — дільник,
- число 21 — ділене,
- число 3 — частка.

У виразі
{\displaystyle \ 7/3=2{\frac {1}{3}}}
число {\displaystyle 2{\frac {1}{3}}} є значенням частки.
При діленні з остачею число 2 є неповною часткою (цілочисельною часткою) числа 7 на число 3, з остачею 1.